# Dolní Marklovice (přírodní památka)
Dolní Marklovice je přírodní památka u řeky Petrůvka a povodí Radeckého potoka a jeho rybníků. Nachází se u česko-polské státní hranice v Dolních Marklovicích, části obce Petrovice u Karviné v okrese Karviná v Moravskoslezském kraji.
Předmětem ochrany jsou intenzivně a extenzivně obhospodařované místní rybníky (Adamecký rybník, Radecký rybník a dalších 8 rybníků) s cennými rákosinami eutrofních stojatých vod a místy s makrofytní vodní vegetací. Místo je také významným stanovištěm rozmnožování silně ohrožené žáby kuňky obecné (Bombina bombina) aj. Přírodní rezervace byla založena v roce 2013.

## Galerie

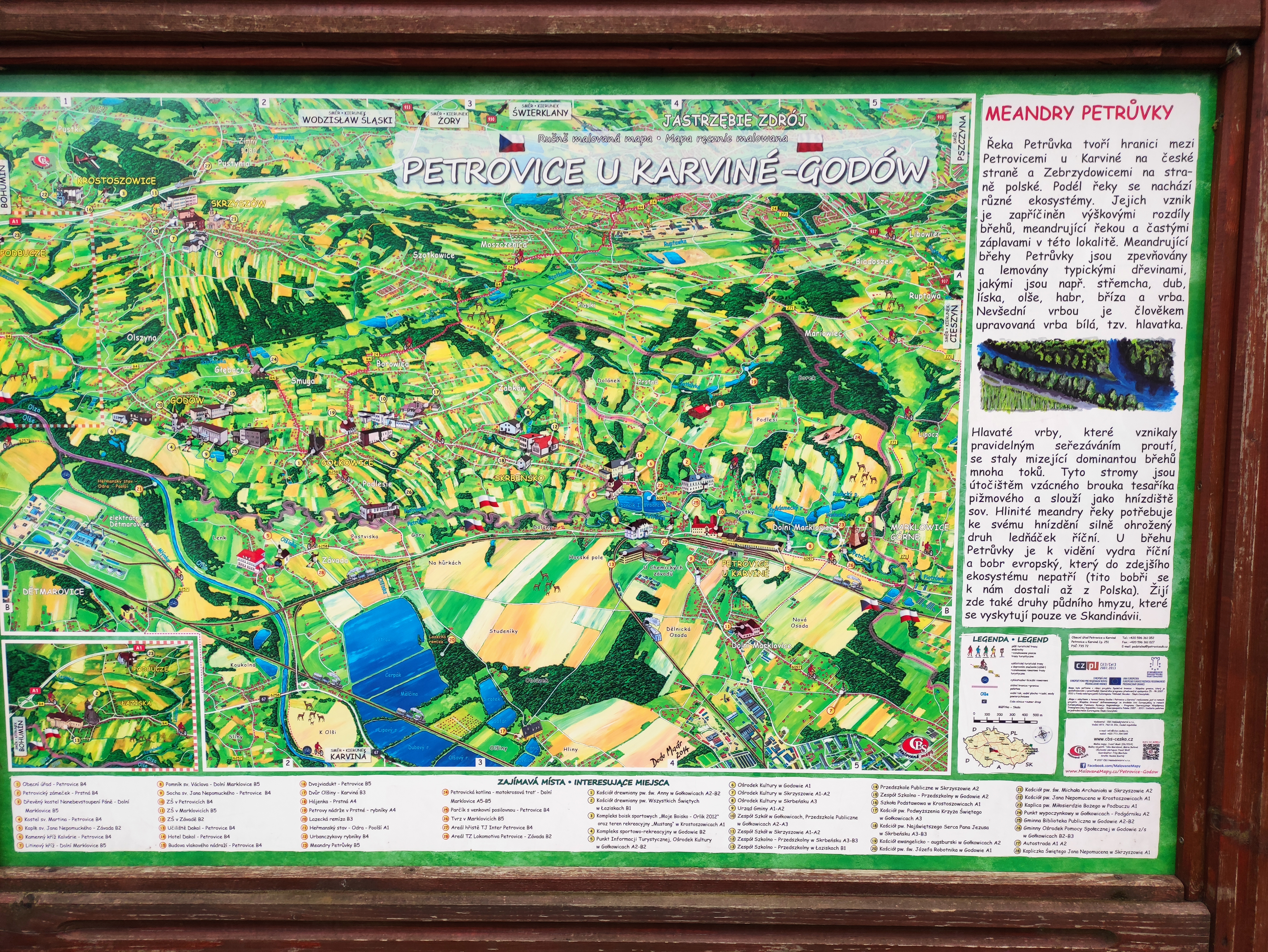
Informační panel
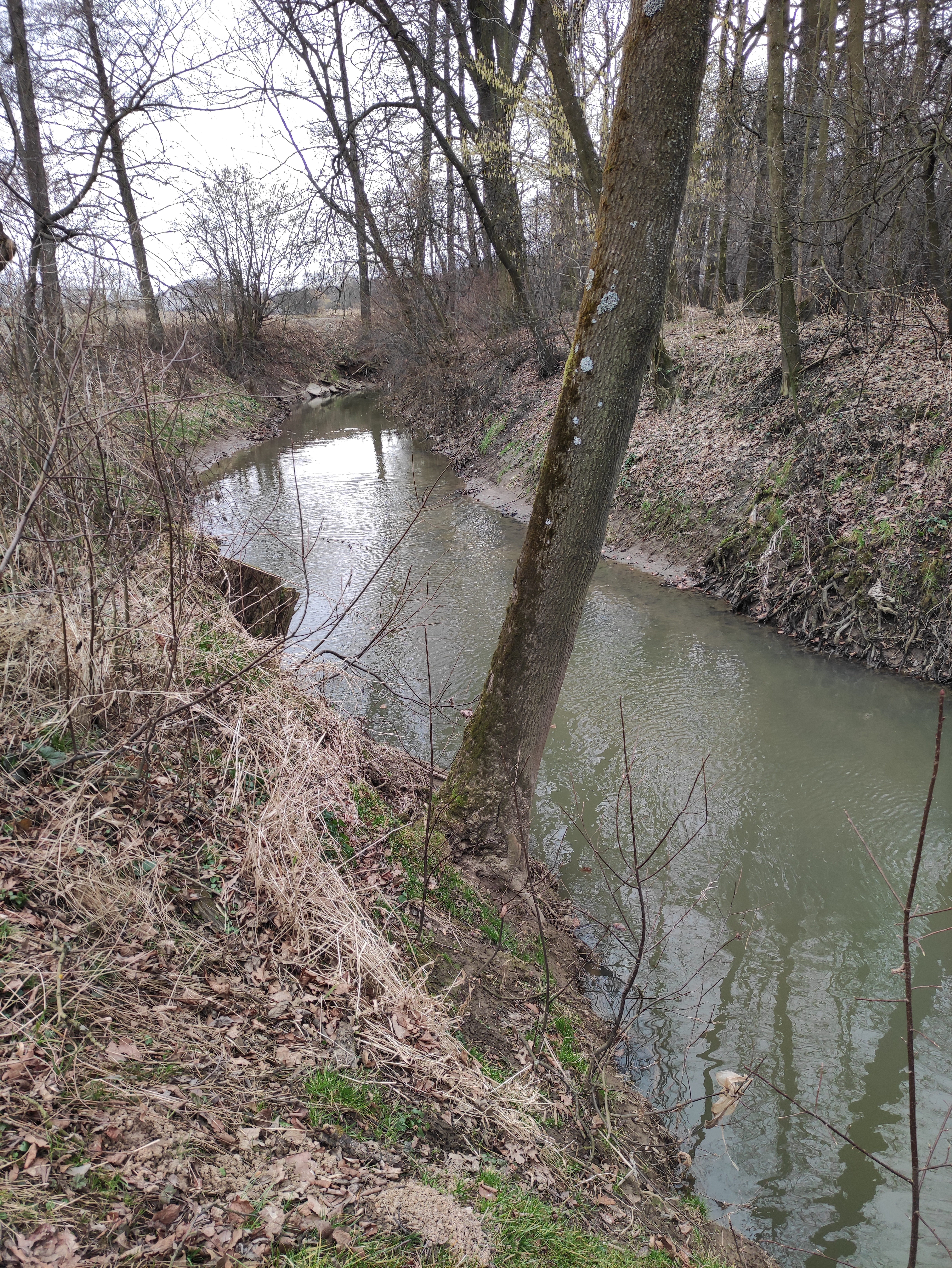
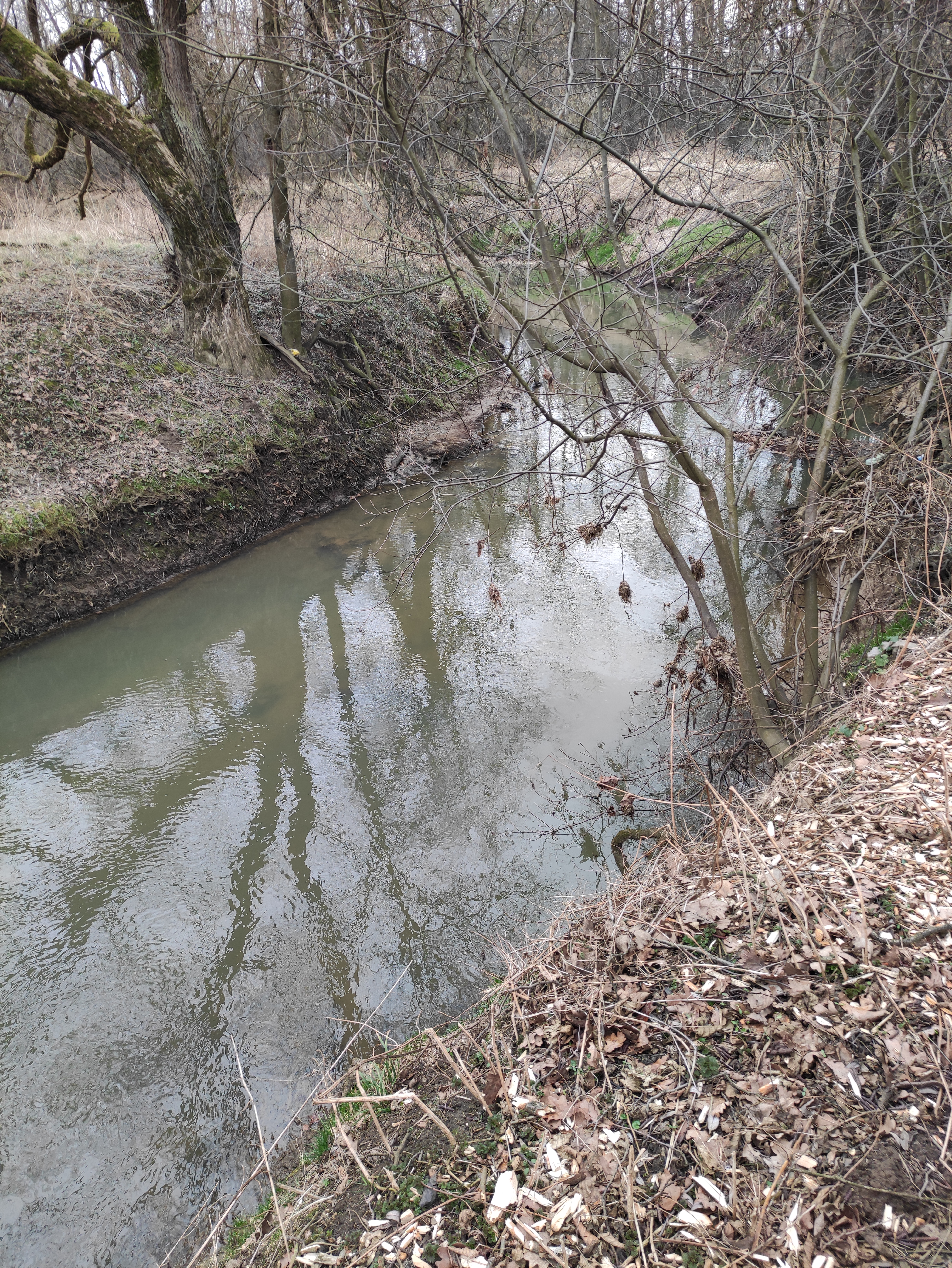